# Maarouf al-Dawalibi

Maarouf al-Dawalibi

Maarouf al-Dawalibi (arabisch معروف الدواليبي, DMG Maʿrūf ad-Dawālībī; * 29. März 1909 oder 1907 in Aleppo, Osmanisches Reich; † 15. Januar 2004 in Saudi-Arabien) war ein syrischer Politiker.

## Leben
Al-Dawalibi wurde 1947, ein Jahr nach der Unabhängigkeit Syriens von Frankreich am 17. April 1946, zum Mitglied des Parlaments gewählt, in dem er den Wahlkreis seiner Heimatstadt Aleppo vertrat. 1949 wurde er zum Wirtschaftsminister ernannt.
Als Mitbegründer der Volkspartei, die die Aufrechterhaltung des demokratischen Systems und die Begründung einer Union mit dem benachbarten Irak befürwortete, begründete er sein Misstrauen in die aus Damaskus stammenden Politiker. 1951 war er von Juni bis September für kurze Zeit Sprecher des Parlaments.
Am 28. November 1951 wurde er erstmals Premierminister. Als er sich jedoch weigerte, den bisherigen Verteidigungsminister Fawzi Selu in sein Kabinett zu berufen, ordnete Militärführer Adib asch-Schischakli am 29. November 1951 die Verhaftung Dawalibis an. Sein gesamtes Kabinett und alle Pro-Irak-Politiker in Syrien, darunter die Führer der Volkspartei, Nazim al-Qudsi und Ruschdi al-Kichiya, wurden inhaftiert. Aus Protest trat Präsident Haschim Chalid al-Atassi zurück und wechselte in die Opposition. Schischakli setzte seine rechte Hand Fawzi Selu als Generalstabschef, Premierminister, Verteidigungsminister und Staatspräsident ein.
Während der erneuten Amtszeit von al-Atassi als Präsident nach dem Sturz von asch-Schischakli war er von Februar 1954 bis September 1955 Verteidigungsminister.
Nach dem Wahlerfolg der Volkspartei wurde er am 22. Dezember 1961 wieder Premierminister und übernahm zugleich das Amt des Außenministers. Bereits am 28. März 1962 wurde er jedoch bei einem Militärputsch wieder abgesetzt.
Nach der Machtübernahme durch die Baath-Partei durch den Putsch von Generalleutnant Louai al-Atassi am 8. März 1963 wurde er zusammen mit allen anderen Gegnern der Vereinigten Arabischen Republik festgenommen und in das berüchtigte Militärgefängnis Mezze gebracht. Nach seiner Freilassung einige Monate später ging er zunächst ins Exil in den Libanon und später nach Saudi-Arabien, wo er als Privatberater der Könige von Saudi-Arabien tätig war.
In seiner Rolle als Berater des saudi-arabischen Königs Chalid ibn Abd al-Aziz reiste Dawalibi auf Anfrage des pakistanischen Präsidenten Mohammed Zia-Ul-Haq im September 1978 nach Pakistan, um dort den Rat der Islamischen Ideologie (Council of Islamic Ideology) zu der Islamisierung der Gesetze in Pakistan zu beraten. Dawalibi traf dort unter anderem mit Mitgliedern des Rates, mit dem pakistanischen Justizminister und dem indisch-pakistanischen Journalisten und Philosophen Abū l-Aʿlā Maudūdī zusammen. Dawalibi half dem Rat der Islamischen Ideologie bis 1979, neue islamische Gesetze für Pakistan zu gestalten. Die Gesetze wurden zunächst auf Arabisch verfasst, später in Englisch und Urdu übersetzt. Pakistans Präsident Zia verkündete am 10. Februar 1979 die Einführung eines islamischen Systems (Nizam-i-Islam), welches eine Islamisierung von Bereichen des öffentlichen Lebens, der Politik und des Justizsystems Pakistans zur Folge hatte. Dawalibis Involvierung bei der Gestaltung islamischer Gesetzgebung in Pakistan war über viele Jahre nicht öffentlich.